# Psycroptic

## História
Psycroptic foi formado em 1999 pelos irmãos Dave e Joe Haley,  que tocava em uma banda chamada Disseminate, haviam gravado uma demo, em 1998, sem sucesso a banda chegou ao fim. Pouco depois, os irmãos criaram o  Psycroptic com Cameron Grant no baixo e o vocalista Matthew Chalk, que logo depois tornou-se um baterista da banda local de death metal MSI. Com o apoio do Tasmanian Council of the Arts, a banda gravou The Isle Of Disenchatment que foi concebido apenas como uma demo, mas o resultado impressionou a todos e acabou sendo lançado como full-length. Pouco depois do lançamento a banda foi convidada para tocar em Melbourne e no final de 2001 se apresentou no festival anual Metal for the Brain pela primeira vez, aparecendo mais tarde, também em 2003 e 2005. 
A banda gravou seu segundo álbum The Scepter of the Ancients, em 2003, através da gravadora americana Unique Leader. No mesmo ano, o grupo realizou sua primeira turnê completa junto à banda americana Incantation. Os irmãos também se juntaram a banda de death metal industrial The Amenta,e gravaram o álbum Ocassus com esse grupo. Dave Haley também gravou um EP chamado "Atom and Time", com o Ruins. Ele tem sido um membro desta banda desde então; Joe Haley foi o guitarrista de turnês para Ruins, uma vez que realizou uma turnê australiana com o Satyricon, em 2006. 
O ano de2004 foi decisivo para a banda, eles participaram de  uma segunda turnê australiana, desta vez com Deeds Of Flash e depois seguiram para a Europa para uma ampla turnê com as bandas suecas Dismember e Anata. No entanto, Chalk expressou relutância em fazer a turnê pois seu amigo Jason Peppiatt de uma outra banda chamada Hobart Born Headless o recrutou para substituí-lo em seu lugar. Ao retornar à Austrália, Psycroptic participou novamente do Metal for the Brain em Canberra e Brisbane, e um último show em sua cidade natal de Hobart. Depois disto, a desarmonia entre a banda cresceu e Chalk deixou o Psycroptic, e Peppiatt veio substituí-lo. Desde sua saída do Psycroptic, Chalk continuou a tocar bateria com MSI, bem como uma banda de doom metal chamada Space Raven e também para atuar na função vocal em uma série de outros grupos, que inclui Mefistófeles, tocando em Born Headless e vários outros projetos, incluindo os vocais com a banda sueca Spawn of Possession. 
O Psycroptic, em seguida, fez um calendario de datas com show somente em solo australiano com Hate Eternal antes de seguir para começar a trabalhar em seu terceiro álbum, Symbols Of Failure. O lançamento foi seguido por outra excursão europeia com atos com o Nile, na América e outra turnê australiana seguida, desta vez com Cannibal Corpse. 
O processo de gravação de Symbols Of Failure ocorreu no início de 2007, antes de alguns shows europeus com Deicide. Joe Haley sofreu uma queda após um show que culminou em uma convulsão. Mais tarde, ele se recuperou, mas as últimas datas da turnê foram cancelados. Em 10 de Junho Psycroptic tocou no Come Together Music Festival, em Sydney. Os irmãos Haley  colocaram a sua associação com a Amenta de lado para se concentrar no Psycroptic.
Em maio de 2008, o Psycroptic fez seus primeiros shows na Nova Zelândia. Ruins também tocou.
No mês seguinte, foi anunciado que o Psycroptic assinou com a Nuclear Blast Records. Logo após, a banda lançou seu quarto álbum de estúdio, intitulado Ob (Servant) em outubro de 2008.

## Integrantes
- Jason Peppiatt - vocal
- Joe Haley - guitarra
- Cameron Grant - baixo
- David Haley - bateria

## Ex-membros
- Matthew 'Chalky' Chalk - vocais (1999-2005)